# Людвік Абрамович
Лю́двік-Ка́роль Абрамо́вич, також Людвік Абрамович-Непокойчи́цький (рос. Людвик Кароль Абрамович, пол. Ludwik Abramowicz-Niepokójczycki; 5 липня 1879, Москва — 9 березня 1939) — польський історик, громадський діяч, журналіст, видавець.

## Біографія
Закінчив Ягеллонський університет в місті Краків. З 1905 року проживав у Вільні. З 1906 року став співробітником видань «Gazeta Wileńska» («Віленська газета»), «Kurier Wileński». У 1911—1938 роках редагував і видавав газету«Przegląd Wileński» («Вільнюський огляд»). У 1925—1939 роках займав посаду голови Наукового комітету сприяння бібліотеці Врублевських (нині Бібліотека Академії наук Литви імені Врублевських).
Був пов'язаний з білоруським суспільно-культурним життям у Вільнюсі. У книзі «Чотири століття друкарства в Вільнюсі, 1525—1925» (Вільнюс, 1925) писав про діяльність Франциска Скорини і його послідовників.